# Fleet Foxes (musikalbum)
Fleet Foxes är det amerikanska bandet Fleet Foxes självbetitlade debutalbum, utgivet 2008.

## Låtlista
Alla låtar är skrivna av Robin Pecknold.

### Första skivan
1. "Sun It Rises" – 3:11
2. "White Winter Hymnal" – 2:27
3. "Ragged Wood" – 5:07
4. "Tiger Mountain Peasant Song" – 3:28
5. "Quiet Houses" – 3:32
6. "He Doesn't Know Why" – 3:20
7. "Heard Them Stirring" – 3:02
8. "Your Protector" – 4:09
9. "Meadowlarks" – 3:11
10. "Blue Ridge Mountains" – 4:25
11. "Oliver James" – 3:23

### Andra skivan (special-utgåvan)
1. "Sun Giant" – 2:14
2. "Drops in the River" – 4:12
3. "English House" – 4:40
4. "Mykonos" – 4:35
5. "Innocent Son" – 3:06
6. "False Knight on the Road" – 3:45

### Andra skivan (deluxe-utgåvan)
1. "Sun Giant" – 2:06
2. "Drops in the River" – 4:11
3. "English House" – 4:48
4. "Mykonos" - 3:39 (alternativ version)
5. "Isles" - 3:06